# Jarosław Karpyneć
Jarosław Karpyneć (ps. Cyhan; ur. 10 kwietnia 1905 w Stanisławowie, zg. 25 kwietnia 1944 koło Stanisławowa) – działacz Organizacji Ukraińskich Nacjonalistów, pirotechnik - wytwórca bomb i granatów używanych w zamachach OUN.

## Życiorys
Studiował chemię na Uniwersytecie Jagiellońskim. Od 1931 roku, przez kilka kolejnych lat, Karpyneć wraz z Mykołą Kłymyszynem utrzymywał kontakty z ukraińskim podziemiem nacjonalistycznym w Czechosłowacji i przemycał masowo z tego kraju przy współpracy z nim nielegalne i zakazane na terenie Polski wydawnictwa, m.in. nacjonalistyczne czasopisma Surmę i Ukrainśkyj Hołos. Bomby jego produkcji próbował użyć m.in. Hryhorij Maciejko w zamachu na ministra Pierackiego. Za udział w przygotowaniu zamachu został skazany na karę śmierci, zamienioną później na mocy amnestii na dożywocie. Wydostał się na wolność we wrześniu 1939.
Zginął w walce z wojskami radzieckimi.

## Literatura
- Климишин М. В поході до волі. Спомини. Видання друге.– Т.І. – Детройт: Українська книгарня, 1987. – С.72-149;
- Пластуни у визвольних змаганнях. – Нью-Йорк, 2002. – С.14.